# Money in the Bank (2010)
Money in the Bank (2010) foi evento pay-per-view promovido pela WWE. Ocorreu no dia 18 de julho de 2010 no Sprint Center na cidade de Kansas City, Missouri. O evento teve duas lutas exclusivas do PPV, que é a Money in the Bank ladder matches.

## Antes do Evento
Na edição do dia 25 de junho da SmackDown o general-manager Theodore Long e sua auxiliar Vickie Guerrero, anunciaram que durante as próximas semanas seriam definidos os oito participantes da Money in the Bank ladder match da brand e que o vencedor teria o direito a uma luta pelo World Heavyweight Championship. Foi anunciado também que o World Heavyweight Champion Rey Mysterio defenderia seu título contra Jack Swagger que garantiu a luta utilizando sua cláusula de revanche. Na edição de 28 de junho da Raw foi anunciado que o WWE Champion Sheamus defenderia o seu título contra John Cena em um Steel cage match.
Foram divulgados os participantes da Money in the Bank ladder match da Raw: Randy Orton, The Miz, R-Truth, Chris Jericho, Evan Bourne, Ted DiBiase, John Morrison e Edge. Na edição da Raw de 5 de julho foi anunciado que R-Truth não participaria da MITB devido a uma lesão. Também foi anunciado que os Unified WWE Tag Team Champions The Hart Dynasty defenderiam o título contra The Usos no evento. Para substituir R-Truth foi anunciado Mark Henry. Completando o card a WWE Women's Champion Layla defenderia o título contra Kelly Kelly e Alicia Fox defenderia o WWE Divas Championship contra Eve.

## Evento
Na Money in the Bank ladder match da SmackDown Kane derrotou The Big Show, Matt Hardy, Cody Rhodes, Kofi Kingston, Christian, Dolph Ziggler e Drew McIntyre, Kane venceu ao pegar a maleta pendurada sobre o ringue. Alicia Fox derrotou Eve para manter o WWE Divas Championship, Fox fez o pin após um "Scissor Kick". The Hart Dynasty derrotaram The Usos para manterem o Unified WWE Tag Team Championship, David Hart Smith forçou a submissão de Jimmy Uso com um "Sharpshooter". Rey Mysterio derrotou Jack Swagger para manter o World Heavyweight Championship, Mysterio fez o pin após "roll-up"; após a luta Swagger atacou Mysterio. Kane salvou Mysterio, porém depois resolveu desconta sua maleta que tinha ganho. Kane derrotou Rey Mysterio para vencer o World Heavyweight Championship, Kane fez o pin após um "Chokeslam". WWE Women's Champion Layla derrotou Kelly Kelly para manter o título, Layla fez o pin após um "roll-up". The Miz derrotou Randy Orton, Chris Jericho, Evan Bourne, Ted DiBiase, John Morrison, Edge e Mark Henry para vencer a Money in the Bank ladder match da Raw, Miz venceu ao pegar a maleta pendurada sobre o ringue. No evento principal Sheamus derrotou John Cena para manter o WWE Championship, Sheamus venceu ao escapar da jaula. Durante o a luta os membros do The Nexus interferiram impedindo que Cena vencesse.

## Resultados
| Nº                                          | Resultados | Estipulações                                                                                     | Tempo |
| ------------------------------------------- | --- | ------------------------------------------------------------------------------------------------ | ----- |
| Dark                                        | Santino Marella derrotou William Regal                                                                              | Luta individual                                                                                  | N/A   |
| 1                                           | Kane derrotou Matt Hardy, Cody Rhodes, Christian, Kofi Kingston, Big Show, Dolph Ziggler e Drew McIntyre            | Luta Money in the Bank do SmackDown                                                              | 26:18 |
| 2                                           | Alicia Fox (c) derrotou Eve                                                                                         | Luta individual pelo WWE Divas Championship                                                      | 5:53  |
| 3                                           | The Hart Dynasty (David Hart Smith e Tyson Kidd) (c) (com Natalya) derrotou The Usos (Jimmy e Jey Uso) (com Tamina) | Luta de duplas pelo Unified WWE Tag Team Championship                                            | 5:53  |
| 4                                           | Rey Mysterio (c) derrotou Jack Swagger                                                                              | Luta individual pelo World Heavyweight Championship                                              | 10:43 |
| 5                                           | Kane derrotou Rey Mysterio (c)                                                                                      | Luta individual pelo World Heavyweight Championship; Kane usou seu contrato do Money in the Bank | 0:54  |
| 6                                           | Layla (com Michelle McCool) (c) derrotou Kelly Kelly (com Tiffany)                                                  | Luta individual pelo WWE Women's Championship                                                    | 3:56  |
| 7                                           | The Miz derrotou Randy Orton, Chris Jericho, Evan Bourne, Ted DiBiase, John Morrison, Edge e Mark Henry             | Luta Money in the Bank do Raw                                                                    | 20:26 |
| 8                                           | Sheamus (c) derrotou John Cena                                                                                      | Luta em uma jaula de aço pelo WWE Championship                                                   | 23:19 |
| (c) – Refere-se aos campeões antes da luta. | |                                                                                                  |       |